# Federación Nacional-Democracia Radical
La Federación Nacional-Democracia Radical (FNDR) fue una federación de partidos políticos chilenos constituida en 1972 por el Partido Nacional (PN) y la Democracia Radical (DR) y que buscaba formar un bloque opositor al gobierno de Salvador Allende.

## Historia
El 6 de junio de 1972 el Tribunal Calificador de Elecciones (Tricel) emitió un fallo que permitía la creación de partidos federados o confederados, que en la práctica podían funcionar como coaliciones electorales, lo que fue aprovechado por las distintas agrupaciones políticas de cara a las elecciones parlamentarias de marzo de 1973.
La Federación Nacional-Democracia Radical fue constituida el 6 de julio de 1972 mediante una reunión en la sede del Partido Nacional en Compañía 1263, y su primera mesa directiva estuvo conformada por Hernán Figueroa Anguita (DR, presidente), Fernando Ochagavía Valdés (PN, vicepresidente), Carlos Reymond Aldunate (PN, secretario), Juan Luis Ossa Bulnes (PN, prosecretario), Diego Portales Frías (DR, tesorero) y Jorge Ovalle Quiroz (DR, protesorero). En su acta de constitución, la FNDR establecía que su objetivo fundamental era «la preservación de la institucionalidad democrática chilena y el mantenimiento de la plena vigencia de las garantías y derechos humanos, particularmente en todo lo relativo a la libertad política, así como la búsqueda de una más profunda y cabal justicia social». Su símbolo era una cadena formada por tres círculos, y el mismo día de su fundación fue formada la Confederación de la Democracia (CODE), que agrupaba a la FNDR y la Federación de Oposición Democrática (FOD).
El 9 de septiembre de 1972 el acta de constitución de la Federación Nacional-Democracia Radical fue impugnada por los partidos de la Unidad Popular (UP) —a través de un recurso ante la Dirección del Registro Electoral presentado por Carlos Altamirano Orrego (PS) y Luis Corvalán (PCCh)— en la cual se alegaban irregularidades en los documentos de inscripción de la federación, especialmente en el texto interlineado escrito en el acta y que, según los partidos de la UP en base al Código Orgánico de Tribunales, no tendrían validez legal; el 13 del mismo mes los partidos de la FNDR respondieron señalando que las inscripciones interlineadas se encontraban en regla, al haber sido realizadas antes de la firma ante el notario correspondiente y su entrega ante la Dirección del Registro Electoral. La oposición presentada por la UP fue rechazada por el director del Registro Electoral, Andrés Rillón, el 20 de septiembre, y la federación fue legalizada por la Dirección del Registro Electoral el 2 de octubre de 1972.
En las elecciones parlamentarias del 4 de marzo de 1973, los partidos que conformaban la FNDR, integrados dentro de la lista de la CODE, obtuvieron 851 062 votos (23,45 %) y 36 escaños en la Cámara de Diputados (34 del PN y 2 de la DR), mientras que en el Senado obtuvieron 465 303 votos (21,15 %) y 4 escaños (todos del PN).
El 8 de agosto de 1973 fue disuelta la Federación Nacional-Democracia Radical, luego que el 7 de mayo la Junta Ejecutiva Nacional de la DR abandonara su coalición con el Partido Nacional y posteriormente se integrara a la Federación de Oposición Democrática (FOD). Posterior a la disolución de la FNDR, a inicios de septiembre la DR acordó formar junto con el Partido Izquierda Radical (PIR, que en julio había acordado cambiar su nombre a «Partido de la Social Democracia Chilena», PSD) el «Partido Federado Socialdemócrata», que buscaba la posterior fusión de ambas colectividades; dicha federación estaba encabezada por Raúl Molina (DR, presidente), René Abeliuk (PSD, primer vicepresidente), Florencio Galleguillos (DR, segundo vicepresidente), Amador Navarro (PSD, tercer vicepresidente), Arturo Venegas (PSD, secretario general) y Luis Ángel Santibáñez (DR, tesorero).